# Загот, Михаил Александрович
Михаил Александрович Загот (род. 11 января 1946 года) — советский и российский литературный переводчик с английского языка, поэт-песенник, доцент Московского государственного лингвистического университета.

## Биография
Окончил общеобразовательную школу, а также три класса музыкальной школы при консерватории. Затем окончил Московский радиотехнический техникум и переводческий факультет МГПИИЯ им. М. Тореза (МГЛУ). Играл в ансамбле на бас-гитаре (в том же университете).
Доцент МГЛУ. Преподавал синхронный перевод на факультете переводческого мастерства МГЛУ. Член Союза писателей России и Союза переводчиков России.

### Литературный переводчик
Загот является одним из ведущих переводчиков англоязычной прозы на русский язык. Им опубликовано около 50 книг англоязычных писателей в переводе на русский, в том числе книги таких литературных классиков как Марк Твен, Джон Стейнбек, Агата Кристи, Сомерсет Моэм, Уилки Коллинз. Он также открыл для российских читателей имена таких замечательных мастеров литературы XX-го века как американец Ричард Райт, англичане Брайан Глэнвилл и Лесли Хартли, ирландцы Фрэнк О’Коннор, Брайан Фрил, Джеймс Планкетт.
Загот параллельно работает в качестве переводчика-синхрониста.

### Поэт-песенник
Стихи начал писать в студенческие годы, в основном пародии. Тексты для песен стал сочинять около 1993 года, когда сын Евгений стал проявлять композиторские способности. В 1995 году спродюсировал альбом сына Евгения «И музыки свет», где являлся автором стихов. В 2000 году вышел сборник, в котором приняли участие Ирина Шведова, Наталья Винокурова, Ася Катунина, Влад Биткин, Станислав Витарт, Мгер и Евгений Загот.
Песни Загота поют такие артисты как Ирина Шведова («Берег детства»), Юлиан («Я тебя читаю»), Михаил Шуфутинский («Шансон») и многие другие.
В 2005 году Загот записал свой первый сольный диск в стиле шансона под названием «Урюпинск — Москва» (на собственные стихи, авторы музыки: Александр Ермолов, Евгений Звёздный, Михаил Предущенко и Михаил Загот). На сегодняшний день, Михаил Александрович выпустил 10 альбомов, два из которых — сборники его лучших песен:
- «Урюпинск — Москва»
- «Переводчик»
- «Ленин в Польше»
- «Жизнь Приматов»
- «Я подпевал Битлам (The Best)»
- «Золотая Осень»
- «Дама за Рулем»
- «Рояль в Кустах»
- «Лучшее — 10 лет в Шансоне»
- «Избранный народ»

## Опубликованные переводы
Книги, опубликованные в переводах Михаила Загота (выходили в издательствах «Художественная литература», «Радуга», «ЭКСМО», «АСТ», «Рипол-классик», «Терра», «Захаров»):
- Баллард, Джеймс «Утонувший великан»
- Бестер, Альфред «Снежный ком»
- Блум, Уильям, «Кентерберийская сказка»
- Брейтуэйт, Эдвард, «Почетный белый»
- Брейтуэйт, Эдвард, «Учителю с любовью»
- Вонгар, Биримбир, «Каран»
- Воннегут, Курт «Люди без тел»
- Глэнвилл, Брайан, «Олимпиец» (сборник рассказов)
- Коллинз, Джекки, «Голливудские мужья»
- Коллинз, Уилки, «Муж и жена» (в соавторстве с М.Литвиновой)
- Кольер, Джон, «Карты правду говорят» (сборник рассказов)
- Кристи, Агата, «Зернышки в кармане»
- Кристи, Агата, «И в трещинах зеркальный круг»
- Кристи, Агата, «Миссис Макгинти с жизнью рассталась»
- Макбейн, Эд, «Под утро»
- Макбейн, Эд, «Покушение на леди» (в соавторстве с А.Лещинским)
- Маклин, Алистер, «Пыль на трассе» (в соавторстве с А.Лещинским)
- Моэм, Уильям Сомерсет, рассказы
- О’Коннор, Фрэнк, рассказы
- Паркинсон, Норткотт, «Закон отсрочки»
- Планкетт, Джеймс, «Паутина» (сборник рассказов)
- Райт, Ричард Натаниэл, «В середине жизни»
- Стаут, Рекс, «Второе признание»
- Стейнбек, Джон, «Рыжий пони»
- Марк Твен, «Дары цивилизации» (очерки)
- Форстер, Эдвард Морган, «Морис»
- Фрэнсис, Дик, «Последний барьер»
- Фрил, Брайан, рассказы
- Хайнс, Барри, «Цена угля»
- Хартли, Лесли, «Посредник»
- Хартли, Лесли, «Цена совершенства»
- Хейли, Алекс, «Корни»
- Хиллиард, Ноэль, «Маорийская девушка»
- Хьюз, Моника, «История с танцем призраков»
- Чейз, Джеймс Хедли, «Дело о наезде»
- Чейз, Джеймс Хедли, «Если вам дорога жизнь»